# 미미 스미스
메리 엘리자베스 "미미" 스미스(Mary Elizabeth "Mimi" Smith, 결혼 전 성은 스탠리(Stanley), 1906년 4월 24일 ~ 1991년 12월 6일)는 영국의 음악가 존 레논의 이모이자 보호자다. 미미는 잉글랜드 리버풀에서 태어났으며 다섯 여자 형제 중 맏딸이었다. 그녀는 울턴 요양원에서 간호 수습생으로 일하게 되었고, 후에는 개인 비서로 일했다. 1939년 9월 15일에 조지 스미스와 결혼했다. 그는 리버풀 교외의 울턴에 있는 가족 낙농장과 가게를 운영했다.
그녀의 여동생인 줄리아 레넌은 남편과 떨어져서 살았고, 자신과 아들, 그리고 새롭게 만난 남자 친구와 이사갔다. 미미 스미스는 리버불 사회복지부에 연락하여 존이 두 명의 성인과 같은 침대에서 자고 있다고 하소연했다. 줄리아는 결국 스미스에게 레넌의 양육권을 양도하는 것에 동의했다. 레논은 스미스와 어린 시절의 대부분을 함께 살았고, 그의 음악적 포부와 여자 친구, 그리고 아내를 매우 무시하고 있었음에도, 숙모와 가까운 사이로 지냈다.
그녀는 종종 10대 레논에게 "기타 치는 건 괜찮아 존, 하지만 그걸로 먹고살 순 없어"라고 말했다. 1965년, 레논은 1991년 그녀가 죽을 때까지 살았던 도싯 주 풀에 위치한 단층집을 사들였다. 레논은 나중에 다른 가족과는 연락을 끊었지만, 스미스와는 1980년에 사망할 때까지 매주 연락을 주고받았다. 리버풀에 있는 스미스의 집은 나중에 내셔널 트러스트에 기부되었다.

## 참고 서적
- Cavill, Guy (2011). 《The John Lennon Story (Kindle edition)》. G2 Entertainment. ASIN: B0053H5PAU.
- Harry, Bill (2000). 《The John Lennon Encyclopedia》. Virgin Books. ISBN 978-0-7535-0404-8.
- Lennon, Cynthia (2005). 《John》. Hodder & Stoughton. ISBN 978-0-340-89512-2.
- Miles, Barry (1997). 《Many Years From Now》. Vintage-Random House. ISBN 978-0-7493-8658-0.
- Miles, Barry & Charlesworth, Chris (1998). 《The Beatles: a diary》. Omnibus Press. ISBN 978-0-7119-6315-3.
- Norman, Philip (1993). 《Shout!》. Pan Books. ISBN 978-0-330-48768-9.
- Spitz, Bob (2005). 《The Beatles – The Biography》. Little, Brown and Company. ISBN 978-0-316-80352-6.
- The Beatles (2003). 《The Beatles Anthology (DVD)》. Apple records. ASIN: B00008GKEG.
- Turner, Steve (2006). 《The Gospel According to The Beatles》. US: Westminster/John Knox Press. ISBN 978-0664229832.